# Junk Culture
Junk Culture är det femte albumet av den brittiska gruppen Orchestral Manoeuvres in the Dark, utgivet 1984.
Albumet innebar övergången till en mer poporienterad stil efter det experimentella och kommersiellt misslyckade albumet Dazzle Ships. Det innehåller hitsinglarna Locomotion, Talking Loud and Clear och Tesla Girls och nådde 9:e plats på brittiska albumlistan.

## Låtförteckning
| 1. | Junk Culture    | Paul Humphreys, Andy McCluskey         | 4:06 |
| 2. | Tesla Girls     | Humphreys, McCluskey                   | 3:51 |
| 3. | Locomotion      | Humphreys, McCluskey, Gordian Troeller | 3:53 |
| 4. | Apollo          | McCluskey                              | 3:39 |
| 5. | Never Turn Away | Humphreys, McCluskey                   | 3:57 |

| 6.  | Love and Violence      | Humphreys, McCluskey                | 4:40 |
| 7.  | Hard Day               | Humphreys, McCluskey                | 5:59 |
| 8.  | All Wrapped Up         | Humphreys, McCluskey                | 4:25 |
| 9.  | White Trash            | Humphreys, McCluskey, Martin Cooper | 4:35 |
| 10. | Talking Loud and Clear | Humphreys, McCluskey, Cooper        | 4:20 |

| 11. | (The Angels Keep Turning) The Wheels of the Universe | OMD | 4:54 |

| 1.  | Her Body in My Soul (b-sida av "Locomotion")                            | OMD                                | 4:41 |
| 2.  | The Avenue (b-sida av "Locomotion")                                     | OMD                                | 4:10 |
| 3.  | Julia's Song (Re-Record) (b-sida av "Talking Loud and Clear")           | Humphreys, McCluskey; Julia Kneale | 4:18 |
| 4.  | Garden City (b-sida av "Tesla Girls")                                   | OMD                                | 4:04 |
| 5.  | Wrappup (remix av "All Wrapped Up", b-sida av "Never Turn Away")        | Humphreys, McCluskey               | 4:01 |
| 6.  | Locomotion (12" Version)                                                | Humphreys, McCluskey, Troeller     | 5:17 |
| 7.  | Tesla Girls (12" Version) (även känd som 'Extended Version')            | Humphreys, McCluskey               | 4:31 |
| 8.  | Talking Loud and Clear (12" Version) (även känd som 'Extended Version') | Humphreys, McCluskey, Cooper       | 6:12 |
| 9.  | Never Turn Away (12" Version) (även känd som 'Extended Version')        | Humphreys, McCluskey               | 6:29 |
| 10. | (The Angels Keep Turning) The Wheels of the Universe                    | OMD                                | 4:54 |
| 11. | 10 to 1                                                                 | OMD                                | 4:07 |
| 12. | All or Nothing                                                          | OMD                                | 3:44 |
| 13. | Heaven Is (Highland Studios demo)                                       | OMD                                | 6:09 |
| 14. | Tesla Girls (Highland Studios demo)                                     | Humphreys, McCluskey               | 4:01 |
| 15. | White Trash (Highland Studios demo)                                     | Humphreys, McCluskey, Cooper       | 3:39 |

(Spår 11–15 tidigare outgivna)